# Charama
Charama es una ciudad de la India en el distrito de Kanker, estado de Chhattisgarh.

## Geografía
Se encuentra a una altitud de 359 m s. n. m. a 98 km de la capital estatal, Raipur, en la zona horaria UTC +5:30.

## Demografía
Según estimación 2012 contaba con una población de 10 400 habitantes.